# The She-Devil
The She-Devil (en español, La diablesa) es una película romántica muda estadounidense de 1918 dirigida por J. Gordon Edwards y protagonizada por Theda Bara. Fue la última película que Alan Roscoe protagonizó junto a Theda Bara; aparecieron en seis películas juntos empezando con Camille.

## Argumento
Lolette (Bara), una seductora campesina en un pequeño pueblo español, se enamora de un pintor recién llegado Maurice Taylor (Roscoe), sin embargo él no la desea y le manipula para ganarse su afecto. Ella alardea ante los otros hombres del pueblo cuando intentan cortejarla, y, después de que Maurice se va a París, engaña a un bandido apodado el Tigre (McDaniel) para insinuarle que la atraerá con dinero y joyas. Él atraca una diligencia, y mientras duerme ella le roba todo y se va. Encuentra a Maurice en París y se va a vivir con él como su modelo. Lolette se viste demasiado atrevidamente y atrae atención indeseable. Maurice la lleva a ver unos bailarines españoles en el teatro. Ella salta al escenario y supera a los bailarines profesionales. El Tigre está entre el público y les sigue hasta casa. Mientras Maurice está ausente, el Tigre entra en la habitación y fuerza a Lolette a entregarle las joyas. Pero antes de que se vaya, ella vuelca la mesa y consigue las joyas mientras el Tigre huye. Lolette firma para bailar con todos los gerentes de París aceptando de todos el pago por adelantado, y Maurice temiendo ser arrestado por esta ruptura de la etiqueta empresarial, regresa con ella de nuevo al pequeño pueblo para retirarse hasta que todo se olvide. Allí una vez más se encuentra con el Tigre, que encarcela a Maurice. Para salvar a su amante, Lolette coquetea con el Tigre y le persuade de ofrecer un banquete y perdonarle. Consigue embriagarle y le ata a una silla, libera a su amante, y  huyen.

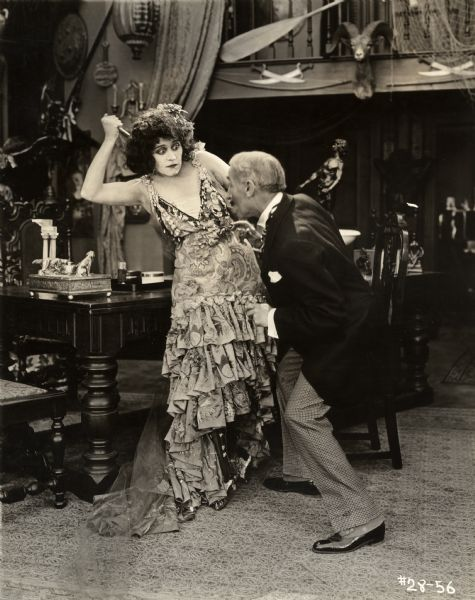
Theda Bara como Lolette defendiéndose con un cuchillo en una escena de La diablesa.

## Reparto
- Theda Bara como Lolette
- Albert Roscoe como Maurice Taylor
- Frederick Bond como Apolo
- George A. McDaniel como El Tigre

## Preservación
Esta película se considera perdida.